# Stollfuß Medien
Die Stollfuß Medien GmbH & Co. KG ist ein Fachverlag mit Sitz in Bonn. Er verlegt Periodika und Fachliteratur aus den Bereichen Steuer- und Wirtschaftsrecht.

## Unternehmensgeschichte
Das Unternehmen wurde 1913 von Wilhelm Stollfuß als Verlag für Reiseführer und Wanderkarten gegründet. Im Jahr 1923 erschienen im Stollfuß Verlag die ersten Steuertabellen und Anleitungen zur Steuerdeklaration. Unter der Leitung von Erich Stollfuß, Sohn des Verlagsgründers, wandte sich das Unternehmen verstärkt der Herausgabe steuerlicher Fachliteratur zu. Nach dem Zweiten Weltkrieg wurde die Entwicklung durch den Umstand begünstigt, dass Bonn Hauptstadt der Bundesrepublik Deutschland wurde. In den 1950er Jahren übernahm der Verlag die Bonner Universitäts-Druckerei. Nach dem Tod des Vaters übernahmen seine Söhne Wolfgang und Michael Stollfuß 1974 den Verlag und strukturierten das Unternehmen zu einem reinen Fachverlag um, Reiseliteratur wurde nicht mehr verlegt. Mit dem Dienstleister dataprint wurde ein Dienstleistungsunternehmen für Verlagssoftware geschaffen, 1997 folgte mit der Stotax GmbH & Co. KG ein Anbieter für Steuerberatungssoftware. Im Jahr 2008 wurden der Verlag sowie die beiden Dienstleistungsunternehmen in der Stollfuß Medien GmbH & Co. KG zusammengeführt.
Im Juni 2021 meldete die französische Fachverlagsgruppe Éditions Lefebvre Sarrut (ELS) die Absicht zum „Erwerb wesentlicher Vermögensteile“ der Stollfuß Medien beim Bundeskartellamt an. Zur ELS-Gruppe gehören unter anderem in Frankreich die Éditions Francis Lefebvre, Éditions Législatives und Éditions Dalloz sowie in den Niederlanden Sdu samt deren Beteiligung an der deutschen juris.

## Verlagsprogramm (Auswahl)

### Zeitschriften
- Beratersicht zur Steuerrechtsprechung (BeSt)
- Bundessteuerblatt (BStBl)
- Deutsche Steuer-Zeitung (DStZ)
- Die Steuerberatung (Stbg)
- Entscheidungen der Finanzgerichte (EFG)
- Entscheidungen des Bundesfinanzhofs (BFHE)
- Höchstrichterliche Finanzrechtsprechung (HFR)
- Steuer-Eildienst (StEd)
- Umsatzsteuer- und Verkehrsteuer-Recht (UVR)
- Zeitschrift für Betrieb und Personal (B+P)
- Zeitschrift für Kommunalfinanzen (ZKF)
- Zeitschrift für Zölle und Verbrauchsteuern (ZfZ)

### Fachbuchreihen
- Steuerberater Handbuch
- Steuerberater Rechtshandbuch
- Jahrbuch der Steueränderungen
- Steuer-Ratgeber
- Bonner Handbuch GmbH
- Bonner Handbuch Personengesellschaften

### Software
- STOTAX Steuerberatungssoftware

### Online
- STOTAX First (Steuerrechtsportal)